# Ralph Records
Ralph Records fue un sello discográfico estadounidense fundado por el grupo experimental anónimo The Residents en 1972. 

## Historia
Luego de difundir sus demos en 1971 sin éxito, la banda se dio cuenta de que ninguna discográfica iba a editar sus álbumes y decidió crear la suya.
Manejaron ellos mismos la compañía bajo el nombre Residents Uninc., que en 1976 pasaría a llamarse Cryptic Corporation. Las portadas eran diseñadas por los músicos, con el nombre Pore No Graphics.
Para 1992 Ralph dejó de funcionar, siendo reemplazado por sus subsellos de envío por correo: Euro Raph (1992-2005) y Ralph America (1996-2010).

## Discografía
| The Residents Artículo principal: Anexo:Discografía de The Residents | Véase: Discografía de Snakefinger |

### Otros artistas
| #  | Año  | Artista                         | Lanzamiento                                                        | Nota |
| -- | ---- | ------------------------------- | ------------------------------------------------------------------ | --- |
| 1  | 1976 | Schwump                         | "Aphids In The Hall" [sencillo]                                    | Barry Schwam era/es un músico outsider que fue invitado por The Residents a grabar. No se supo nada de él por más de 20 años, cuando volvió a grabar algunos discos, muy poco conocidos                        |
| 2  | 1979 | Varios artistas                 | Subterranean Modern                                                | Incluye material no disponible en otros álbumes |
| 3  | 1979 | Art Bears                       | Winter Songs                                                       | Art Bears era una banda formada por exintegrantes de Henry Cow. Dos de ellos (Fred Frith y Chris Cutler) participan en algunas grabaciones de Residents de la época                                            |
| 4  | 1980 | Yello                           | Solid Pleasure                                                     | |
| 5  | 1980 | Tuxedomoon                      | Half-Mute                                                          | |
| 6  | 1980 | MX-80 Sound                     | Out of the Tunnel                                                  | |
| 7  | 1980 | Fred Frith                      | Gravity                                                            | |
| 8  | 1981 | Art Bears                       | The World As It Is Today                                           | |
| 9  | 1981 | Varios artistas                 | Frank Johnson's Favorites                                          | Recopilación |
| 10 | 1981 | Yello                           | Claro que si                                                       | |
| 11 | 1981 | Tuxedomoon                      | Desire                                                             | |
| 12 | 1981 | MX-80 Sound                     | Crowd Control                                                      | |
| 13 | 1981 | Fred Frith                      | Speechless                                                         | |
| 14 | 1981 | Renaldo & The Loaf              | Songs For Swinging Larvae                                          | |
| 15 | 1982 | Varios artistas / Penn Jillette | 10th Anniversary Radio Special! (With Commentary by Penn Jillette) | A pedido de los Residents, el presentador Penn Jillette (invitado a la gira 1981-82), tenía que encerrarse un par de horas por 6 días seguidos, grabarse escuchando todo el catálogo de Ralph y dar su opinión |
| 16 | 1981 | Fred Frith                      | Speechless                                                         | |
| 17 | 1982 | Varios artistas                 | Best of Ralph                                                      | Recopilación |
| 18 | 1982 | Fred Frith                      | Live in Japan                                                      | |
| 19 | 1983 | Renaldo & The Loaf              | Arabic Yodelling                                                   | |
| 20 | 1983 | Fred Frith                      | Cheap At Half the Price                                            | Último álbum de Frith en Ralph Records |
| 21 | 1984 | Rhythm & Noise                  | Contents Under Notice                                              | |
| 22 | 1984 | Hajime Tachibana                | Hm                                                                 | |
| 23 | 1985 | Bill Spooner                    | First Chud                                                         | |
| 24 | 1985 | Rhythm & Noise                  | Chasms Accord                                                      | |
| 25 | 1986 | Michael Perilstein              | Godzilla vs. Your Mother                                           | |
| 26 | 1986 | Club Foot Orchestra             | Wild Beasts                                                        | |
| 27 | 1987 | Varios artistas                 | Potatoes: A Collection Of Folk Songs                               | Incluye material no disponible en otros álbumes |
| 28 | 1987 | Voice Farm                      | Voice Farm                                                         | |
| 29 | 1987 | Club Foot Orchestra             | Kidnapped                                                          | |
| 30 | 1989 | Freshly Wrapped Candies         | I Like You                                                         | |

- Datos: Q2261249